# Piotr Kolodin
Piotr Ivánovich Kolodin (en ruso: Пётр Иванович Колодин; 23 de septiembre de 1930 - 4 de febrero de 2021) fue un ingeniero y cosmonauta soviético. Aunque se retiró en 1983 sin volar al espacio, Kolodin cumplió asignaciones no voladoras (como tripulación de respaldo) en varios vuelos espaciales.

## Biografía
Kolodin nació en Novovasilivka, Unión Soviética (ahora óblast de Zaporiyia, Ucrania). En 1959, se graduó de la Academia Militar de Ingeniería y Radioingeniería con medalla de oro. Kolodin luego se convirtió en ingeniero oficial en las Fuerzas Armadas Soviéticas hasta su selección como cosmonauta.
Fue seleccionado como cosmonauta soviético como parte del Grupo 2 de TsPK en 1963. Entró en el entrenamiento de cosmonautas en enero de 1963 y completó el entrenamiento en enero de 1966. Después de completar su entrenamiento, Kolodin sirvió en roles sin vuelo (de respaldo) en el Voskhod 2, Soyuz 5, Soyuz 7, Soyuz 11 y Soyuz 12 vuelos espaciales. Se formó como ingeniero de pruebas de la primera tripulación para volar en Soyuz 11 a la primera visita a la estación espacial Salyut 1, pero toda la tripulación se sorprendió cuando se sospechó que el ingeniero de vuelo Valeri Kubásov había contraído tuberculosis. La tripulación que los reemplazó falleció durante su misión cuando su cápsula se despresurizó durante los preparativos para el reingreso.
Luego estuvo en la primera tripulación de la primera misión de visita a la estación espacial Salyut 6 con Vladimir Dzhanibekov como comandante (futura Soyuz 27). Pero tras la fallida misión de Soyuz 25 se decidió incluir en las tripulaciones cosmonautas con la experiencia de vuelo, por lo que fue sustituido por Oleg Makarov.
Kolodin trabajó más tarde como controlador de vuelo hasta su jubilación el 20 de abril de 1983. Estaba casado y tenía un hijo.